# دیدارهای فوتبال ایران و روسیه
تیم‌های ملی فوتبال ایران و روسیه تاکنون ۶ بار در مقابل یکدیگر قرار گرفته‌اند که حاصل این بازیها، ۳ پیروزی برای روسیه ، ۱ پیروزی برای ایران و۲ تساوی بوده‌است.
در این بازیها جمعاً ۱۱ گل به ثمر رسیده‌است که سهم تیم ایران ۴ گل و سهم تیم روسیه ۷ گل می‌باشد.

## نخستین بازی
دو تیم ایران و روسیه در تاریخ ۳ مرداد ۱۳۵۵ در بازی‌های المپیک تابستانی ۱۹۷۶ برای نخستین بار به مصاف هم رفتند که روسیه پیروز شد.

## بهترین برد
بهترین پیروزی ایران در برابر روسیه کسب نتیجه ۱۱ بر صفر می‌باشد که در سال۱۳۶۳ حاصل شده‌است.

## بررسی کلی بازیها
| بردهای ایران | ۱ بازی |             | گل‌های ایران | ۴ گل                             |        | بازی‌های برگزار شده در ایران | ۲ بازی |
| مساوی        | ۲ بازی | گل‌های روسیه | ۷ گل        | بازی‌های برگزار شده در کشور بی‌طرف | ۳ بازی |                             |        |
| بردهای روسیه | ۳ بازی |             |             | بازی‌های برگزار شده در روسیه      | ۱ بازی |                             |        |
| مجموع بازی‌ها | ۶ بازی | مجموع گل‌ها  | ۱۱ گل       | مجموع بازی‌ها                     | ۶ بازی |                             |        |

## عنوان بازی‌ها
| #   | عنوان بازی | تعداد بازی | برد ایران | برد روسیه | مساوی |
| --- | ---------- | ---------- | --------- | --------- | ----- |
| ۱   | المپیک     | ۱          | ۰         | ۱         | ۰     |
| ۲   | دوستانه    | ۵          | ۱         | ۲         | ۲     |
| جمع | جمع        | ۶          | ۱         | ۳         | ۲     |

## میزبان و میهمان
| بازیهایی که در ایران برگزار شده است       | بازیهایی که در ایران برگزار شده است | بازیهایی که در ایران برگزار شده است | بازیهایی که در ایران برگزار شده است |
| تیم                                       | برد                                 | مساوی                               | باخت                                |
| ----------------------------------------- | ----------------------------------- | ----------------------------------- | ----------------------------------- |
| ایران                                     | ۰                                   | ۱                                   | ۱                                   |
| روسیه                                     | ۱                                   | ۱                                   | ۰                                   |
| بازیهایی که در روسیه برگزار شده است       |                                     |                                     |                                     |
| تیم                                       | برد                                 | مساوی                               | باخت                                |
| ایران                                     | ۰                                   | ۱                                   | ۰                                   |
| روسیه                                     | ۰                                   | ۱                                   | ۰                                   |
| بازیهایی که در کشوری بی‌طرف برگزار شده است |                                     |                                     |                                     |
| تیم                                       | برد                                 | مساوی                               | باخت                                |
| ایران                                     | ۱                                   | ۰                                   | ۲                                   |
| روسیه                                     | ۲                                   | ۰                                   | ۱                                   |

## فهرست کلی بازیها
| # | تاریخ      | نتیجه بازی        | ورزشگاه / شهر                   | عنوان بازیها | گلزنان                                          |
| - | ---------- | ----------------- | ------------------------------- | ------------ | ----------------------------------------------- |
| ۷ | ۱۴۰۴/۰۷/۱۴ | روسیه - ایران     | ورزشگاه موردوویا آرنا، سارانسک  | دوستانه      |                                                 |
| ۶ | ۱۴۰۲/۰۱/۰۳ | ایران ۱ - ۱ روسیه | ورزشگاه آزادی، تهران            | دوستانه      | میرانچوک (پ) (۲۸) - طارمی (پ) (۴۷)              |
| ۵ | ۱۳۹۶/۰۷/۱۸ | روسیه ۱ - ۱ ایران | ورزشگاه کازان آرنا،کازان        | دوستانه      | پولوز (۷۴) – آزمون (۵۷)                         |
| ۴ | ۱۳۸۹/۱۱/۲۰ | ایران ۱ - ۰ روسیه | ورزشگاه اسپورت سیتی زاید،ابوظبی | دوستانه      | خلعتبری (۹۰)                                    |
| ۳ | ۱۳۶۳/۱۱/۸  | ایران ۰ - ۲ شوروی | ورزشگاه مهاراجه،کوچی            | جام نهرو هند | زیگمانتوویچ - پراتاسوف                          |
| ۲ | ۱۳۵۷/۰۶/۱۵ | ایران ۰ - ۱ شوروی | ورزشگاه آریامهر، تهران          | دوستانه      | خیدیاتولین (۱۷)                                 |
| ۱ | ۱۳۵۵/۰۵/۳  | ایران ۱ - ۲ شوروی | ورزشگاه شربروک، شربروک          | المپیک ۱۹۷۶  | قلیچ‌خانی (۸۲.پ) – مینایف (۴۰) – زویاهینتسف (۶۷) |

## گلزنان

### گلزنان تیم ملی ایران
- ۱ گل:قلیچ‌خانی - خلعتبری - آزمون - طارمی

### گلزنان تیم ملی روسیه
- ۱گل:مینایف - زویاهینتسف - خیدیاتولین - زیگمانتوویچ - پراتاسوف - پولوز - میرانچوک